# گمشده در آلاسکا
گمشده در آلاسکا (انگلیسی: Lost in Alaska) فیلمی به کارگردانی ژان یاربرو محصول سال ۱۹۵۲ کشور ایالات متحده آمریکا است.